# Hans Kossatz
Hans Ewald Kossatz (* 7. Februar 1901 in Brandenburg an der Havel; † 27. März 1985 in West-Berlin) war ein deutscher Karikaturist, Comiczeichner und Illustrator.

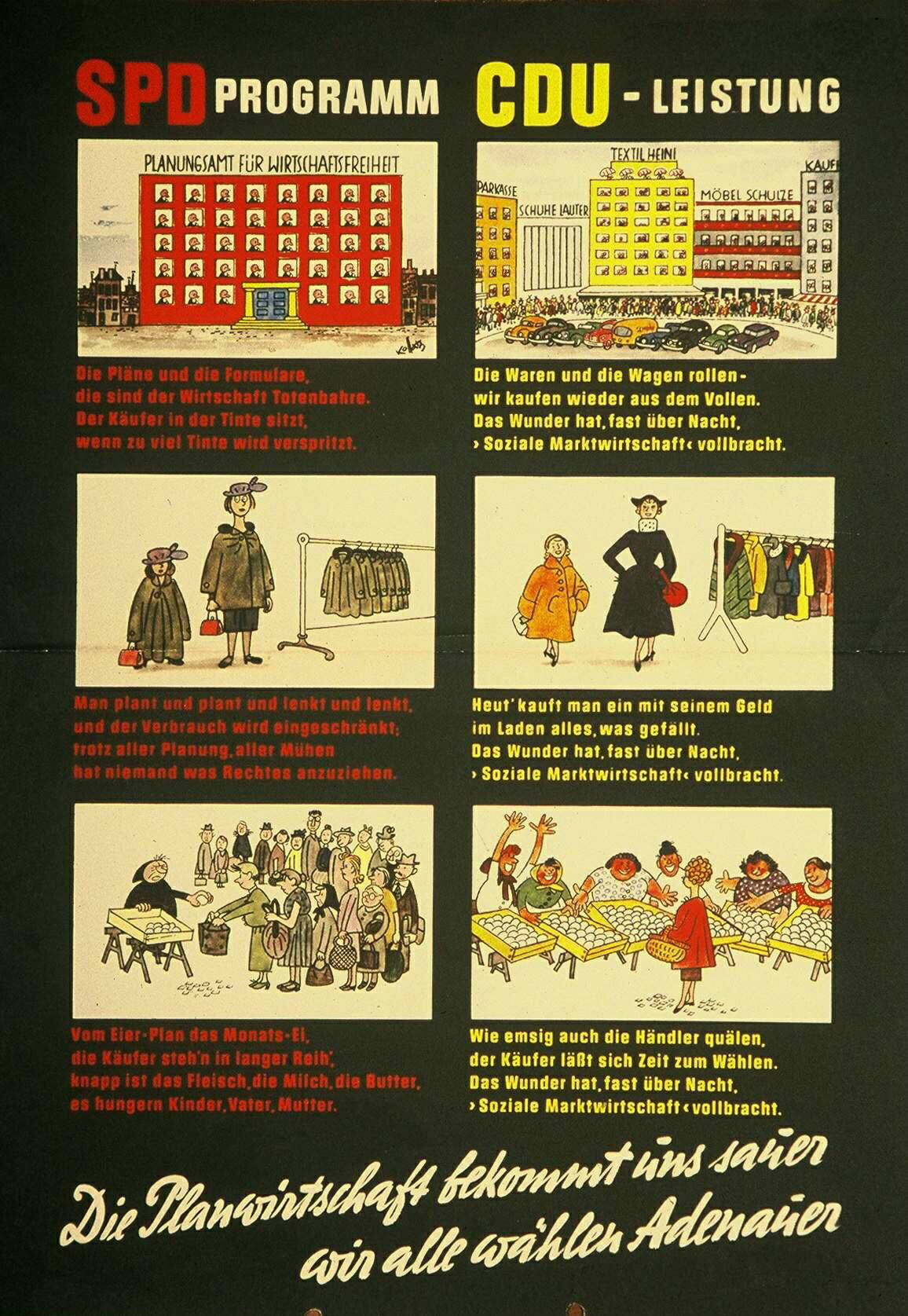
Wahlkampfplakat für die CDU aus dem Jahr 1953 mit Zeichnungen von Kossatz

## Leben
Da er keine Stelle für die Ausbildung zum Förster fand, begann Kossatz 1917 bei Hansa-Brandenburg mit dem Ziel, Ingenieur zu werden. Nach dem Ersten Weltkrieg war die Firma geschlossen und so arbeitete er bis zu seinem Studium einige Monate als Volontär in der Wiemann-Werft seiner Heimatstadt. Nach seinem Ingenieurstudium in Ilmenau fand er 1921 eine Anstellung bei Siemens in Berlin, wo er begleitend zu seiner technischen Tätigkeit für die Hauszeitung Zeichnungen anfertigte. Seine ersten Zeichnungen wurden durch die Lustigen Blätter veröffentlicht, die elf seiner eingereichten Zeichnungen gekauft hatten. Die Veröffentlichung weiterer Zeichnungen bei anderen Zeitungen folgte, sodass Kossatz seinen ursprünglichen Beruf aufgab. Zu Beginn der 1930er Jahre zeichnete er eine Serie für die Jugendpost, die Jugendbeilage der Berliner Morgenpost.
Kossatz veröffentlichte in dieser Zeit Zeichnungen sowohl in Der Wahre Jacob als auch in der nationalsozialistischen Brennessel. Kossatz zeichnete ebenfalls für den Völkischen Beobachter. Ein von ihm gezeichneter Sägefisch, der neben dem Strip Lilo, die hübsche Braut regelmäßig in der Illustrierten Erika – Die frohe Zeitung für Front und Heimat auftrat, wurde das Maskottchen des Unterseeboots U 96. Seine Karikaturen hatten teilweise eindeutige erotische Inhalte.
Nach dem Zweiten Weltkrieg arbeitete Kossatz unter anderem für die Jugendzeitschrift Ins neue Leben. Kossatz’ populärste Figur war Dackel Willi, der ab November 1953 in der Deutschen Illustrierten einen eigenen Strip bekam und, nach deren Zusammenlegung mit der Bunten Illustrierten im Jahr 1958, in den Vorgängerversionen der Bunte von 1962 bis 1966 fortgesetzt wurde. 1976 veröffentlichte er zusammen mit Hildegard Knef das Buch Heimweh-Blues. Zwanzig Jahre lang erschienen seine Karikaturen im Tagesspiegel. An die Wände seines Ateliers, das sich in Berlin-Lichterfelde befand, malte er einige seiner Ölbilder.

## Werke (Auswahl)
- Auf dem Janushof stimmt etwas nicht. Franz Schneider Verlag, Leipzig 1932. (Illustrationen.)[8]
- Zdenko von Kraft: Ein Meter siebenundneunzig. Eine lustige Detektivgeschichte für die Jugend. Herold-Verlag R.& E. Lenk, Stuttgart 1933. (Illustrationen.)[9]
- Alwin Klein seift alle ein. Franz Schneider Verlag, Leipzig 1934. (Illustrationen.)[10]
- Herti Kirchner: Lütte. Geschichte einer Kinderfreundschaft. Williams & Co. Verlag, Potsdam 1937. (Illustrationen.)[11]
- Direktwerbung für die Venus-Erzeugnisse (Damenwäsche) der Norddeutschen Tricotweberei AG unter dem Leitwort „So nebenbei…“ (1938)[12]
- Hans Reimann: Mit 100 Jahren noch ein Kind. Schützen-Verlag, Berlin 1939. (Illustrationen.)[13]
- Leo Slezak: Rückfall. Rowohlt-Verlag, Stuttgart/Berlin 1940. (Illustrationen.)[14]
- Fritz Reipert: Die von gestern. Satirische Glossen. Verlag Hans Wilhelm Rödinger, Berlin 1942. (Illustrationen.)[15]
- Alles elektrisch! Die gute Straßenbahn als Helferin. In: Wiener Illustrierte, 14. September 1944, S. 12 (online bei ANNO).
- Die Hirsche röhren. In: Wiener Illustrierte, 19. Oktober 1944, S. 12 (online bei ANNO).
- Drehen Sie auch schon?. In: Wiener Illustrierte, 9. November 1944, S. 12 (online bei ANNO).
- Zärtlichkeit mit Hindernissen. In: Wiener Illustrierte, 14. Dezember 1944, S. 12 (online bei ANNO).
- Na bitte! Auf die Schippe genommen. Blanvalet, Berlin 1955
- Willi und Familie Kaiser – 50 Bildgeschichten. Verlag Illustrierte Presse, Stuttgart 1957
- Lache mit Willi – Die Erlebnisse eines Dackels. Tomus Verlag, München 1962
- Da rin bin ich komisch. Argon-Verlag, Berlin 1967
- Offen gestanden, so war das mit mir – Die illustrierte Beichte. Argon-Verlag, Berlin 1969